# Katrol

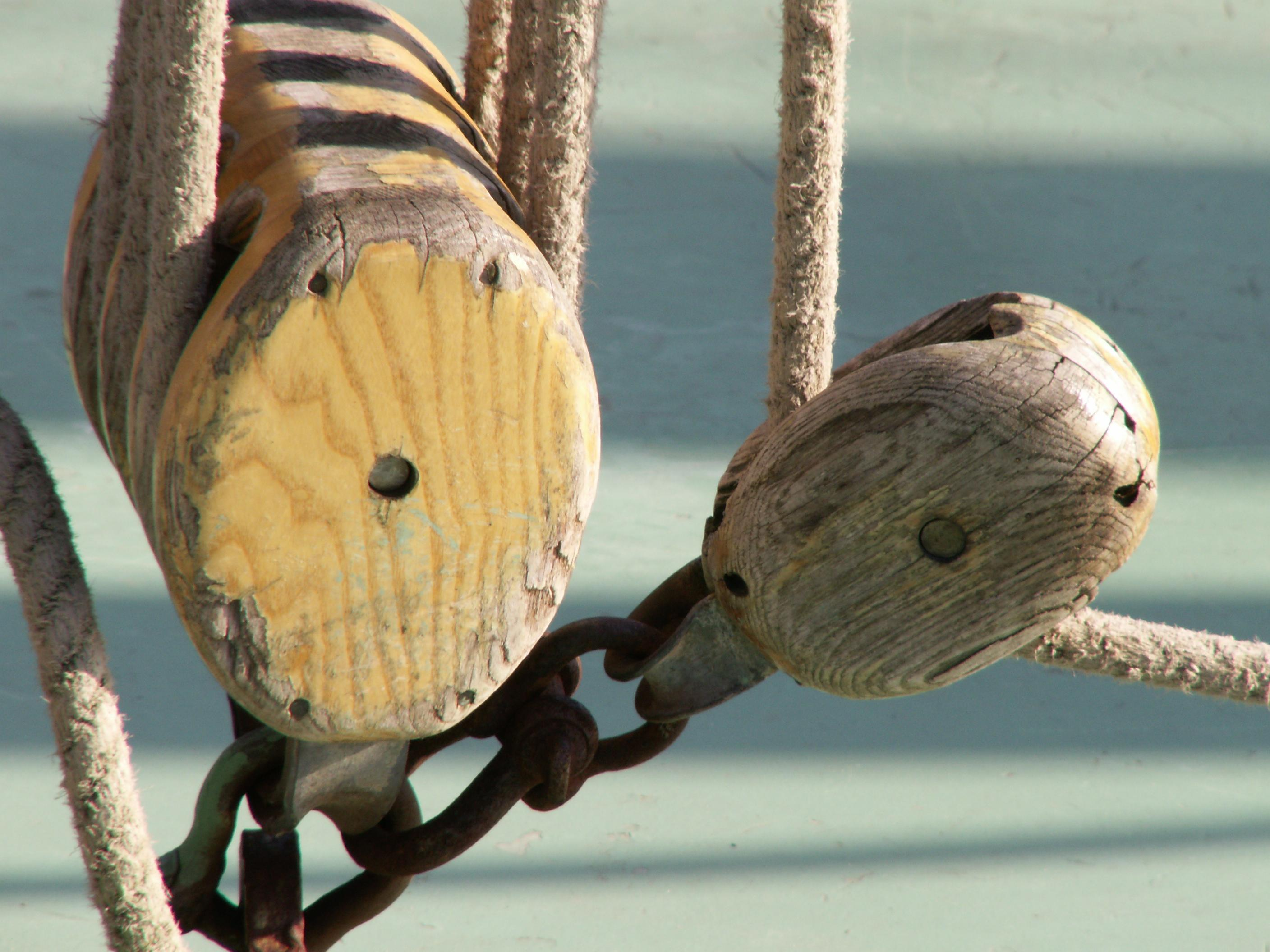
Blok aan boord van een schip

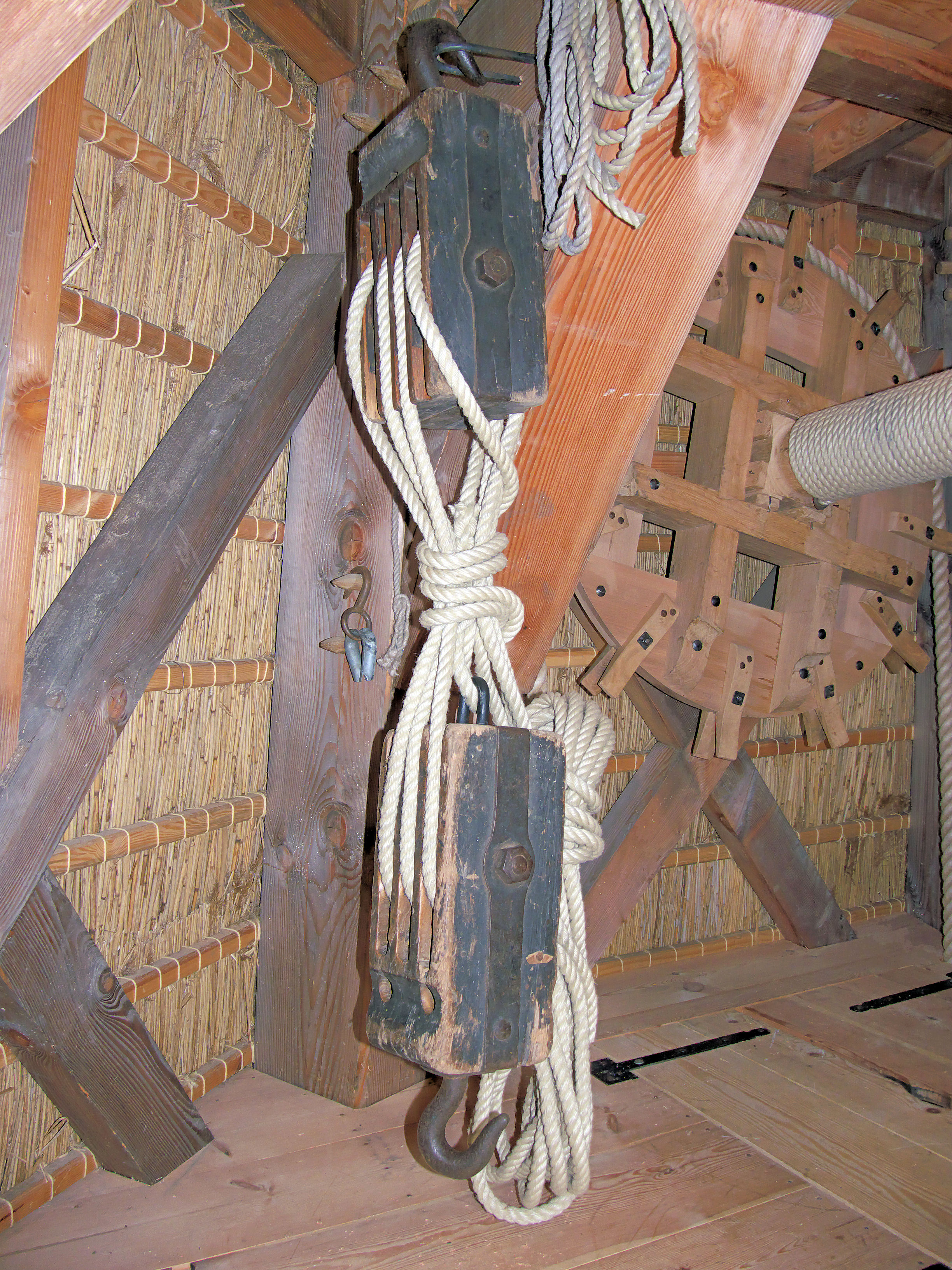
Takelblok in een windmolen

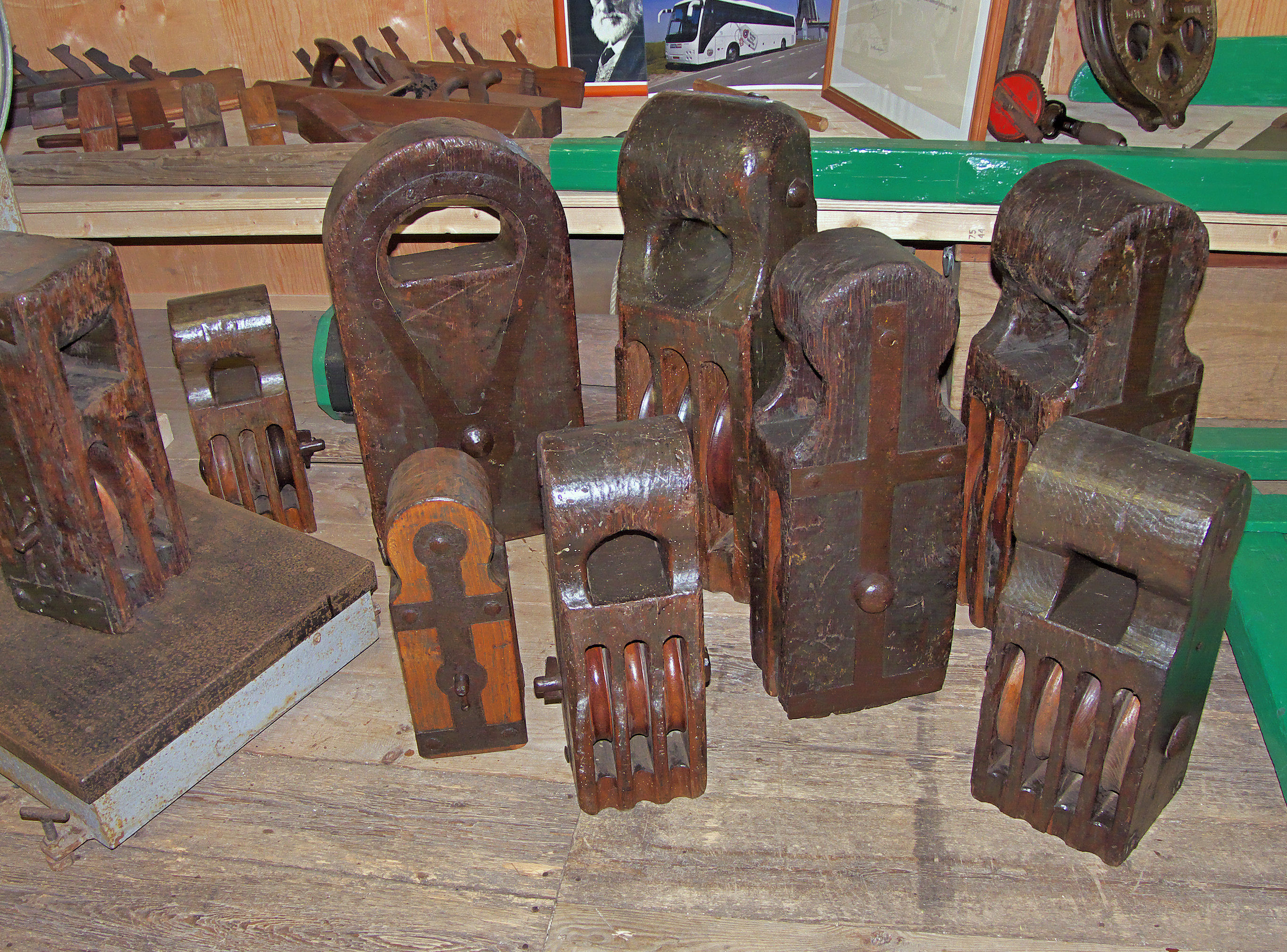
Takelblokken of jijntakels

Een katrol (ook wel blok of jijn genoemd, vooral in de zeevaart) is een werktuig waarin de trekrichting van een touw wordt veranderd.
Katrollen worden vaak in sets toegepast. Ze vormen dan een takel of blokkenstel, dat het mogelijk maakt een zware last met een beperkte kracht te verplaatsen. 

## Opbouw van een katrol
Een katrol bestaat uit een schijf, met een groef op de omtrek, waar het touw in ligt. De schijf draait om een as. De schijf is eventueel voorzien van een lager om de wrijving met de as te beperken. De uiteinden van de as zijn bevestigd in de blokwangen. De blokwangen komen bij elkaar in een haak of oog, dat wordt bevestigd aan een vast punt of aan de hijslast. In een katrol kunnen meerdere schijven zijn verwerkt: samen op één as, of verdeeld over meerdere assen. Men spreekt dan van een takelblok of meerschijfs blok.
Het uiteinde van het touw (het hondsend) wordt doorgaans bevestigd aan een oog dat aan een van beide blokken is bevestigd. Dat oog heet een hondsvot.

## Soorten katrollen
Binnen een takel kunnen twee typen katrol voorkomen:
- vaste katrol, of bovenblok
- losse katrol, of onderblok

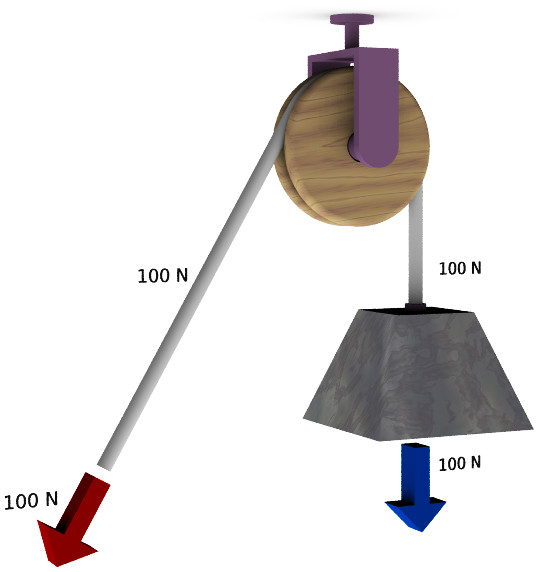
Een vaste katrol. Ook wel "enkele jol".
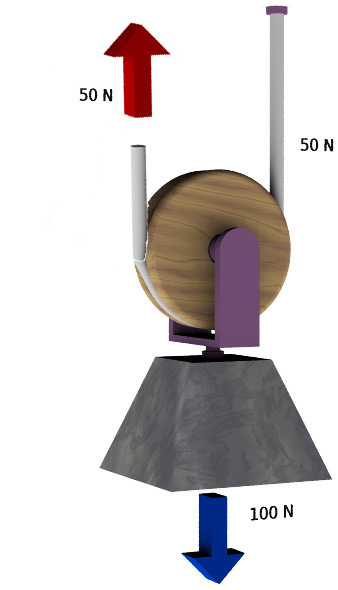
Een losse katrol. Ook wel "klaploper".
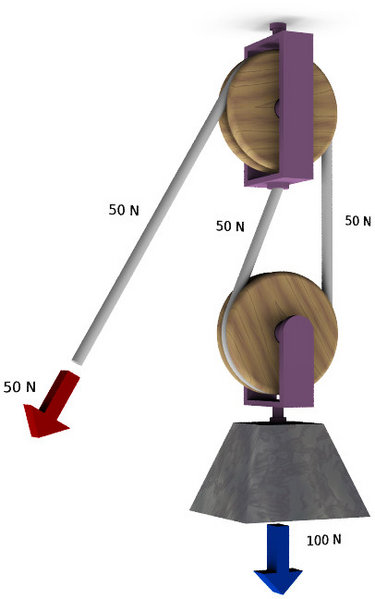
Eén losse en één vaste katrol. Ook wel "dubbele jol".
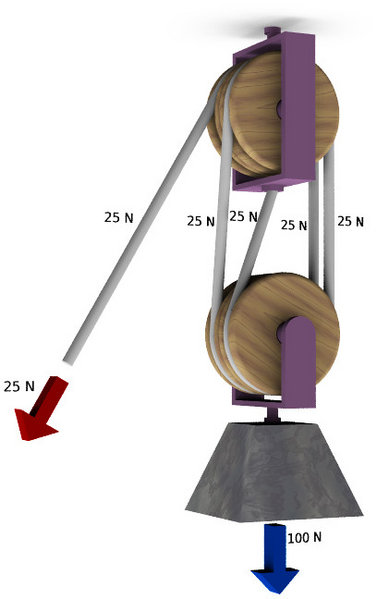
Dezelfde assen voor de losse en vaste katrol zijn nu tweemaal gebruikt (de schijven kunnen onafhankelijk van elkaar draaien op dezelfde as). Ook wel "vierloper".

### Vaste katrol
De vaste katrol is bevestigd aan een vast punt; bijvoorbeeld de top van een hijskraan.

### Losse katrol
De losse katrol wordt bevestigd aan de last, die verplaatst moet worden. Deze zal dus meebewegen met de last.

## Krachtsoverbrenging in een takel

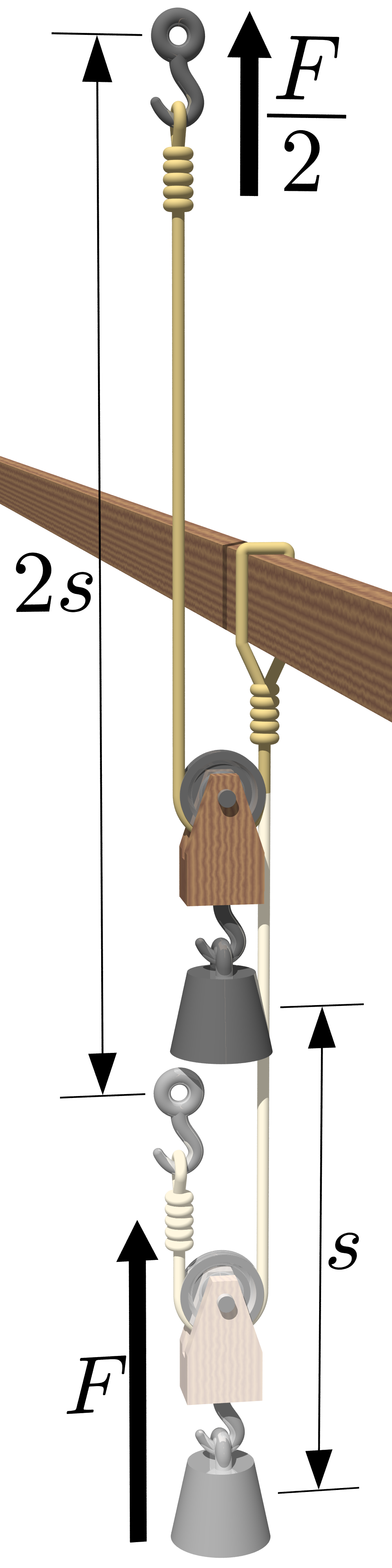
Krachtsoverbrenging in een takel

Wanneer binnen één takel het touw over meerdere schijven heen en weer loopt, worden de benodigde krachten over meerdere stukken touw verdeeld. De kracht die nodig is om de last te hijsen wordt bepaald door het aantal keren dat het touw de hijslast met de katrol verbindt. Dit wordt weer bepaald door het aantal schijven dat in het takel is verwerkt. In de tweede en derde afbeelding boven is de last tweemaal verbonden via de katrol en is slechts de helft van de kracht nodig aan de touwuiteinden. In de vierde afbeelding is de last viermaal via de katrol verbonden en is slechts een kwart van de kracht nodig aan de touwuiteinden. 
De rechterafbeelding geeft een voorbeeld met twee bevestigingen (benodigde kracht gehalveerd). Bij het binnenhalen van het touw moet er tweemaal zoveel touw worden binnengehaald als de afstand dat de last wordt opgetild. Dit is ook te beredeneren als gevolg van de natuurkundige wet van behoud van arbeid. Als de last een afstand s omhoog wordt getild dan is de verrichte arbeid  W = F · s. Dezelfde arbeid moet verricht worden aan het uiteinde van het touw waar in dit geval de kracht  ½F is. Als x de binnengehaalde touwlengte is dan  F · s = ½F · x of x = 2 s. In het algemeen met n bevestigingen tussen de last en katrol geldt  F · s = F/n · n s waar de verdeling van de kracht een gevolg is van de ophanging van de last en de vermenigvuldiging met de touwlengte een gevolg van behoud van arbeid.
Met elke extra schijf die in het takel is verwerkt neemt de wrijvingskracht toe. Om de wrijving klein te houden, werd vroeger pokhout gebruikt bij het vervaardigen van katrollen. Die houtsoort is "zelfsmerend", hard en duurzaam. In moderne katrollen worden hiervoor verschillende vormen van mechanische lagers ingezet.
In de zeilerij worden katrollen vaak "blokken" genoemd. Het gebruikte touw kan een “lijn” of “val” zijn. De takel of talie heet dan vervolgens,
- Enkele jol - de lijn of val wordt door één enkel blok gehaald. De overbrenging is dan 1:1
- Dubbele jol - de lijn of val wordt heen en weer over twee blokken gehaald. Tussen de blokken bevinden zich nu dus twee touwen. De overbrenging is nu 2:1
- Derde handje - de lijn of val wordt weer over twee katrollen gehaald, maar één is uitgevoerd met twee schijven zodat tussen de katrollen drie touwen bevinden. De overbrenging is 3:1
- Vierloper - Hier worden twee blokken met twee schijven gebruikt waarmee er vier lijnen tussen de blokken bevinden. De overbrenging is hier 4:1

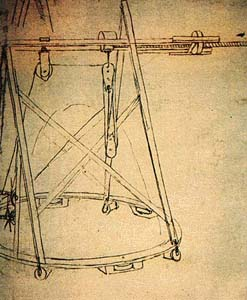
Tekening van Leonardo da Vinci

## Katrol in de geschiedenis
De naam katrol, geschreven met een k, is mogelijk ontstaan in de 16e of 17e eeuw. Andere benamingen waren hijsrol, hijsblok of takelblok. Het werktuig werd en wordt onder andere toegepast in de scheepvaart voor het hijsen van zeilen. 
De uitvinding van het principe van de katrol wordt toegeschreven aan Archimedes, die aan de koning van Syracuse zijn takelinstallatie met katrollen demonstreerde bij de tewaterlating van een nieuw schip (ca. 240 v.Chr.).
In sommige technische tekeningen van Leonardo da Vinci herkent men het gebruik van een katrol. In de middeleeuwen werden bij oorlogen katrollen gebruikt bijvoorbeeld om een kruisboog of katapult te spannen.

## Toepassingen
- Verhuizers gebruiken soms katrollen om zware objecten naar boven te tillen ("touw en blok").
- Hijskranen hebben bovenin een meerschijfs vaste katrol en onderin een meerschijfs takelblok met daaraan de haak waaraan de last komt te hangen.
- In garages beschikt men over takels om de motor uit een auto te kunnen tillen. Vaak worden kettingen gebruikt in plaats van touw.
- Zeilschepen gebruiken takels om grote zeilen met mankracht te kunnen bedienen, en enkelvoudige katrollen om de trekrichting van lijnen te veranderen.
- Bij kabelbanen worden ook katrollen gebruikt. Niet om iets op te tillen of te verplaatsen, maar om te vervoeren over de lengte van een lange kabel.